# Uloma burckhardti
Uloma burckhardti – gatunek chrząszcza z rodziny czarnuchowatych i podrodziny Tenebrioninae.
Gatunek ten opisany został po raz pierwszy w 2000 roku przez Wolfganga Schawallera na łamach „Stuttgarter Beiträge zur Naturkunde”. Jako lokalizację typową wskazano gorące źródła Poring w Parku Narodowym Kinabalu na Borneo. Epitet gatunkowy nadano na cześć koleopterologa Daniela Burckhardta.
Chrząszcz o ciele długości od 15 do 16 mm. Ubarwienie jest czarne. Na czułkach i grzbietowej powierzchni głowy zwykle nie występują cechy dymorfizmu płciowego; obie płcie mają szorstko punktowany wcisk na czole. Warga dolna u samca cechuje się języczkiem z kilkoma rozproszonymi szczecinkami oraz pozbawioną szczecinek bródką z głębokimi wgłębieniami nasadowo-bocznymi i wyraźnym wciskiem pośrodkowym. Przedplecze u samca ma na przedzie wgłębienie pośrodkowe, a tylną krawędź obrzeżoną nieregularnym szeregiem grubych punktów. Powierzchnia przedplecza pozbawiona jest mikropunktowania, natomiast punktowanie we wgłębieniu i po bokach dysku jest mocne i szorstkie. Pokrywy mają rzędy z punktami nieco szerszymi niż odcinki rowków między nimi, a międzyrzędy sklepione. Odwłok ma ostatni z widocznych sternitów u obu płci wyraźnie obrzeżony na tylnej krawędzi. Edeagus charakteryzuje się łopatkowatymi, na szczytach zaokrąglonymi paramerami.
Owad orientalny, znany z malezyjskiego stanu Sabah oraz indonezyjskiej Sumatry.